# Marion Griffiths-Karger
Marion Griffiths-Karger, Pseudonym Rika Fried (geboren 1958 in Paderborn), ist eine deutsche Lehrerin, Werbetexterin sowie Roman- und Krimiautorin.

## Leben
Marion Griffiths-Karger absolvierte eine kaufmännische Lehre und arbeitete dann zwei Jahre in der freien Wirtschaft. Nachdem sie ihr Abitur nachgeholt hatte, studierte sie Allgemeine Sprach- und Literaturwissenschaft sowie Anglistik mit dem Abschluss Magistra Artium.
Ab 1987 war sie zunächst als freie Werbetexterin in München tätig und arbeitete anschließend für Text und Kontaktpflege in einer Werbeagentur. 1989 siedelte sie nach Hannover über, wo sie 1989 und 1991 ihre beiden Töchter gebar. Während sie hauptberuflich als Hausfrau und Mutter wirkte, arbeitete sie nebenbei wieder als freiberufliche Texterin und Autorin. Ab 2001 wirkte sie zudem als Vertretungslehrerin an einer hannoverschen Grundschule.

## Schriften (Auswahl)
Romane:
- Ein bißchen schwanger gibt es nicht. Roman, Knaur, München 1998, ISBN 3-426-65150-5
- Einer zuviel im Bett. Roman, Droemer Knaur, München 1999, ISBN 3-426-61383-2

Krimis:
- Tod am Maschteich, Emons, Köln 2010, ISBN 978-3-89705-711-1
- Der Teufel von Herrenhausen, Emons, Köln 2012, ISBN 978-3-89705-923-8; Inhaltstext
- Die Tote am Kröpcke. Der vierte Fall für Charlotte Wiegand, Emons, Köln 2013, ISBN 978-3-95451-147-1; Inhaltstext
- Ein Pferd im Kornfeld, Emons, Köln 2014, ISBN 978-3-95451-432-8 und ISBN 3-95451-432-X; Inhaltstext
- Inspector Bradford trinkt Friesentee, Emons, Köln 2016, ISBN 978-3-95451-551-6; Inhaltstext
- Inspector Bradford sucht das Weite, Emons, Köln 2016, ISBN 978-3-95451-973-6 und ISBN 3-95451-973-9
- Das Grab in der Eilenriede, Emons, Köln 2016, ISBN 978-3-86358-692-8 und ISBN 978-3-89705-797-5; Inhaltstext
- Maschsee-Mord, Emons, Köln 2017, ISBN 978-3-7408-0057-4 und ISBN 3-7408-0057-7; Inhaltstext
- Inspector Bradford und der fiese Friese. Küsten Krimi, Emons, Köln 2017, ISBN 978-3-7408-0269-1 und ISBN 3-7408-0269-3
- Tod im Harz. Kriminalroman, Emons, Köln 2019, ISBN 978-3-7408-0627-9 und ISBN 3-7408-0627-3; Inhaltstext
- Wenn der Mähdrescher kommt. Kriminalroman, Emons, Köln 2019, ISBN 978-3-96041-459-9
- Tod am Aegi. Niedersachsen Krimi. Emons, Köln 2024, ISBN 978-3-7408-2101-2